# Glyptotendipes caulicola
Glyptotendipes caulicola är en tvåvingeart som först beskrevs av Jean-Jacques Kieffer 1913.  Glyptotendipes caulicola ingår i släktet Glyptotendipes och familjen fjädermyggor.
Artens utbredningsområde är Tyskland. Arten har ej påträffats i Sverige. Inga underarter finns listade i Catalogue of Life.